# كارلوس كاردوس
كارلوس كاردوس (بالإسبانية: Carlos Cardús)‏ هو متسابق دراجات نارية إسباني. نافس في سباقات بطولة العالم لفئة 250 سي سي ولفئة 50 سي سي. كما شارك في بطولة العالم للسوبربايك.

## روابط خارجية
- كارلوس كاردوس على موقع MotoGP.com (الإنجليزية)
- كارلوس كاردوس على موقع WorldSBK.com (الإنجليزية)